# 王鍾 (香港)
王鍾（英語：Wong Chung，1947年4月2日—2021年4月1日），香港演員及導演，原名姜佩君，別名姜佩軍，上海人。

## 生平
王鍾幼年在上海市生活，上有1姊，下有3名弟妹，後來到香港九龍寨城生活（與姜大衛為樓上樓下鄰居）。自幼喪父的他偕同母親及胞弟王青投靠外祖父，且在外祖父成立的「王家班雜技團」演出。由是王鍾與王青十多歲時便在雜技團演出。當時他們跟隨母親王忠英帶領的馬戲班在香港表演糊口。然而由於場地問題而未能持續演出，加上開支太大，王氏昆仲無法與母親一同經營馬戲班，輾轉之下加入娛樂圈當上龍虎武師。王鍾與演員金興賢為不同班級的小學同學，經常一起遊玩。而金興賢的叔父則為王鍾的老師。
王鍾在1962年入讀香港大同中學（當時用「姜佩君」一名），與導演翁維銓為同屆同學。直至1964年輟學，以17歲之齡投身影圈，並且於1968年加入邵氏電影公司，初期為龍虎武師，後轉職演員，是張徹的其中一名誼子。他在1972年拍攝的電影《憤怒青年》中開始飾演主角（第一男主角），1973年的《警察》是其代表與成名作。當時香港皇家警察首次支持片商開拍相關題材的作品，亦與邵氏電影公司合作，既安排王鍾到香港警察學院受訓，又派出眾多警務人員任電影的臨時演員。
在1970年代至1980年代初，王鍾曾應邀主演麗的電視以警匪為題材的《大丈夫》、《大控訴》等劇集，1980年2月才正式簽約為麗的電視演員。1981年，因被批評為“高薪無號召”，他与潘志文、朱江等人，遭到麗的電視解約，此后王鍾主要以演出電影為主。此前於1979年，他與藍乃才、鄭則仕、王青、李修賢、呂良偉、廖偉雄等人合組「群雄」製作公司，同年更自編自導自演其個人執導的第一齣影片《金手指》。及後於1982年至1983年，王鍾出任五洲世紀影業製作總監，基於認為當電視演員較困身，所以選擇集中於電影界發展。
進入2000年代，王鍾淡出電影圈，起初移居美國，往後由於覺得留美生活沉悶而回港，以別名姜佩軍任職的士司機，至2005年才應邀客串演出由杜琪峰執導的電影黑社會，在電影中飾演“和聯勝”坐館“吹雞”一角。2021年4月，王鍾因大腸癌病逝於瑪嘉烈醫院，享年73歲。

## 個人生活
王鍾生前未婚，沒有子嗣，為前無綫電視藝員王青之兄。小時為姜大衛為樓上樓下鄰居。其外甥張學文是電影攝影指導。
此外，王鍾年輕時嚐喝咖啡，曾因此令胃部刺激過多而入住台灣醫院兩次。但他沒有改變每天工作前都會飲超過10杯咖啡的習慣，以致1980年再次因胃抽筋入院。1983年，本來不想於幕前當主持的他為了王青執導的《血中血》而破例答允世紀影業（香港）有限公司要求，拍攝及主持該電影的電視廣告雜誌。

## 演出作品
*以下列表只記錄王鍾演出過的劇集及電影作品，若有遺漏，請協助補充相關資料。

### 電視劇（麗的電視）
| 首播   | 名稱     | 角色   | 備註   |
| 1977年 | 大丈夫   | 師傅民 |        |
| 1980年 | 浪濺長堤 | 二毛   |        |
| 1981年 | 大控訴   | 鍾志堅 | [ 32 ] |
| 1981年 | 大四喜   |        |        |

### 電視劇（亞洲電視）
| 首播   | 名稱 | 角色 | 備註           |
| 1997年 | 真相 | 馮添 |                |
| 1998年 | 乒乓 | 程父 | 中國星集團製作 |

### 電影
- 1968年　金燕子
- 1968年　神刀
- 1969年　鐵手無情　飾　李不樂手下
- 1969年　死角　飾　溫強手下
- 1969年　獨臂刀王
- 1969年　大盜歌王
- 1969年　小武士
- 1969年　保鏢　飾　啞巴
- 1970年　小煞星　飾　打手（一哥同夥）
- 1970年　報仇　飾　鍊條老四
- 1970年　大羅劍俠
- 1970年　春火
- 1970年　江湖三女俠
- 1970年　鐵羅漢（英语：The Iron Buddha）
- 1970年　遊俠兒　飾　鏢師
- 1970年　龍虎鬥　飾　田中
- 1970年　十三太保　飾　康君立
- 1970年　插翅虎　飾　武者
- 1970年　十二金牌
- 1971年　雙俠　飾　高遜
- 1971年　大決鬥　飾　甘文彬手下
- 1971年　玉面俠
- 1971年　新獨臂刀　飾　靳奮
- 1971年　鷹王　飾　范舵主
- 1971年　拳擊　飾　米塞
- 1971年　無名英雄　飾　程營長
- 1972年　四騎士
- 1972年　馬永貞　飾　譚四手下
- 1972年　仇連環　飾　林更生
- 1972年　水滸傳　飾　石秀
- 1972年　群英會　飾　尤傑
- 1972年　年輕人
- 1973年　七十二家房客　飾　荷官
- 1973年　憤怒青年　飾　沈昌
- 1973年　警察　飾　黃國棟
- 1974年　五大漢　飾　方俠
- 1974年　小孩與狗　飾　燒臘師傅
- 1974年　吸毒者　飾　曾健
- 1974年　五虎將　飾　姚廣
- 1974年　香港七三　飾　劫匪
- 1975年　大劫案　飾　李國誠
- 1975年　蕩寇誌　飾　石秀
- 1975年　的士大佬　飾　杜發
- 1975年　古之色狼
- 1975年　七面人　飾　曾勇
- 1975年　嬉笑怒罵
- 1976年　少林寺　飾　方大洪
- 1976年　五毒天羅　飾　飛英傑
- 1976年　流星蝴蝶劍　飾　孫劍
- 1976年　賭王大騙局　飾　沙家子弟
- 1976年　沙膽英　飾　劉偉
- 1977年　姦魔　飾　陳森
- 1977年　老爺車縱火謀殺案
- 1978年　蝙蝠傳奇　飾　勾子長
- 1978年　清宮大刺殺　飾　白泰官
- 1978年　笑傲江湖　飾　向問天
- 1978年　爛鬼與車頭
- 1978年　南王北丐
- 1979年　廣東鐵橋三
- 1979年　人在江湖
- 1979年　賣命小子
- 1979年　小李飛刀　飾　柯飛
- 1979年　血肉磨坊
- 1979年　孔雀王朝　飾　金無望
- 1979年　點指兵兵　飾　陳立基
- 1980年　少林英雄
- 1980年　金手指
- 1980年　八絕
- 1981年　執法者　飾　陳忠
- 1981年　流氓千王
- 1981年　衝鋒車
- 1981年　護花鈴
- 1981年　凶榜
- 1982年　越南仔
- 1982年　賭王千王群英會
- 1983年　同線車
- 1983年　火拼油尖區
- 1984年　上海灘十三太保　飾　眼鏡-吳裁縫
- 1985年　流氓公僕　飾 阿彪
- 1989年　人海孤鴻　飾　周榮
- 1992年　武狀元蘇乞兒　飾　莫老三
- 2005年　黑社會　飾　吹雞
- 2011年　保衛戰隊之出動喇！朋友！

## 執導作品

#### 電視劇
- 1991年　少年張三丰

#### 電影
- 1980年　金手指
- 1981年　衝鋒車
- 1981年　踩線
- 1985年　流氓公僕
- 1987年　凌晨晚餐
- 1988年　長短腳之戀
- 1989年　老虎出監

## 編劇作品
- 1980年　金手指
- 1981年　踩線
- 1981年　衝鋒車
- 1988年　長短腳之戀